# Franz Kuhn von Kuhnenfeld
(L. Ricaldone, Diario di un caro nemico, Ed. Goriziana, Gorizia 1992)
Franz Kuhn von Kuhnenfeld (Prostějov, 15 luglio 1817 – Strassoldo, 25 maggio 1896) è stato un generale austriaco, aiutante di Radetzky, poi fiero avversario di Giuseppe Garibaldi nel corso della Terza guerra di indipendenza, infine Luogotenente feldmaresciallo e Ministro della guerra dell'Impero austro-ungarico.

## Biografia

### Gli esordi
Nato a Prostějov in Moravia, oggi Repubblica Ceca, nel 1817, era figlio di un maggiore dell'esercito imperiale. Frequentò l'Accademia militare Teresiana  di Wiener Neustadt, dalla quale uscì con il grado di sottotenente nel 1837 prestando servizio in un reggimento di fanteria.
Combatté in Italia nel 1848-1849 nel corso della prima guerra di indipendenza distinguendosi in tutti i combattimenti in cui fu impegnato l'esercito austriaco: a Curtatone e Montanara, Goito, Busiago e Turano, Santa Lucia a Verona, Sommacampagna e infine a Custoza.
A Milano nel 1849 aveva fatto parte dello stato maggiore del generale Giulio Cesare Strassoldo-Grafenberg mentre Radetzky gli affidò il comando della Brigata "Strassoldo".

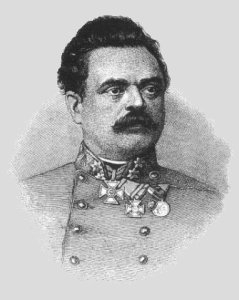
Franz Kuhn von Kuhnenfeld

Fu nominato maggiore nel 1849,barone di Kuhnenfeld e tenente colonnello nel 1853. Promosso capo di stato maggiore generale assunse il comando dell'11º Corpo d'armata stanziato in Ungheria. Nel 1856 insegnò strategia alla scuola di guerra di Vienna, mentre nel privato fu un grande appassionato anche di astronomia e geografia.
Fu nuovamente in Italia nella guerra del 1859 e fu assegnato allo stato maggiore del maresciallo Ferencz Gyulai. Dopo la battaglia di Solferino e San Martino fu nominato brigadiere e assegnato al corpo delle truppe del Tirolo e Vorarlberg, del quale assunse il comando col grado di maggiore generale il 29 ottobre 1863.

### La parentela con Radetzky
La di lui figlia, baronessa Rosa (Vienna, 22 febbraio 1856 Salisburgo, 30 ottobre 1917), sposò, il 24 giugno 1878, Giulio Cesare Strassoldo Grafenberg, figlio, a sua volta, di Michele Strassoldo.  

Quest'ultimo era fratello del generale Giulio Cesare Strassoldo-Grafenberg e di Franziska Romana Strassoldo, moglie del feldmaresciallo Radetzky, comandante supremo dell'esercito austriaco nel Lombardo-Veneto.  

I tre ebbero un ruolo rilevante nell'amministrazione del Lombardo-Veneto al tempo che vi dominava il Radetzky (ovverosia, all'incirca, dalla fine del 1847 alla fine del 1857).
Kuhn, tuttavia, si imparentò con la famiglia solo 20 anni dopo la morte del vecchio feldmaresciallo, in un momento in cui essa aveva perso gran parte della antica influenza,  e dopo aver provato sul campo il proprio valore.

### Garibaldi e Bezzecca
Allo scoppio della terza guerra di indipendenza, il 23 giugno 1866, quando il Corpo Volontari Italiani di Garibaldi avanzò lungo il fronte che divideva la Lombardia dall'Alto Adige e dal Trentino, Kuhn gli oppose una valida resistenza lungo tutte e tre le possibili vie di penetrazione: a nord il Passo dello Stelvio al centro il Passo del Tonale a sud il lago d'Idro.
Sconfitto da Garibaldi a Bezzecca e stretto da oriente dalla avanzata di Giacomo Medici, fu costretto a ripiegare e predisporsi a subire l'assedio di Trento.  Egli aveva, in effetti, ottenuto dall'arciduca Alberto l'autorizzazione a ritirarsi, se costretto, a difesa dell'Alto Adige di lingua tedesca, abbandonando il Trentino italiano. 

Da queste ambasce venne salvato il 26 luglio: nella notte era giunta la notizia che dalla mattina del 25 luglio era entrata in vigore una tregua d'armi di otto giorni, fra Italia ed Austria.

### Teorico della guerra alpina
Dopo la guerra Kuhn promosse un piano per la radicale riorganizzazione difensiva del Trentino e dell'Alto-Adige, che affidò al k.u.k. Befestigungs - Bau Direktor in Trient colonnello barone Daniel Salis-Soglio.
La campagna aveva dimostrato l'importanza di disporre di una adeguata forza di protezione dei valichi alpini aperti sul Trentino e sull'Alto Adige austriaci. Specie ora che, con l'acquisizione del Veneto, il confine alpino si estendeva per alcune centinaia di chilometri. Meglio ancora se tale difesa fosse stata affidata agli stessi valligiani. La stessa capacità di manovra del Kuhn, d'altra parte, doveva gran parte della sua efficacia alla disponibilità di reparti e milizie indigene trentine-tirolesi, avvezze alle marce ed ai combattimenti in quota.
Così si spiega il grande interesse suscitato da un suo famoso volume sulla guerra in montagna, tradotto anche in italiano: esso servì da base al generale italiano Agostino Ricci per la concezione della fanteria speciale da impiegare in montagna, gli Alpini.

### I riconoscimenti
Il generale Kuhn fu sempre considerato nelle alte sfere militari austriache e presso la monarchia come il vincitore della guerra in Trentino contro il Corpo Volontari Italiani di Garibaldi. Per questi meriti fu promosso luogotenente maresciallo e, il 29 agosto 1866, insignito della croce di commendatore dell'Ordine di Maria Teresa, la stessa onorificenza fu attribuita all'ammiraglio Wilhelm von Tegetthoff, vincitore della battaglia navale di Lissa.
Fu inoltre nominato ministro della Guerra di Francesco Giuseppe dal 1867 al 1874 e governatore di Graz, comandante generale della Stiria, Carinzia e Carniola. Come ministro introdusse il servizio militare obbligatorio e nel 1871 riordinò la difesa di confine. Nel 1888 fu meritatamente congedato.

### Gli ultimi anni
Dopo il ritiro, Kuhn acquistò una vecchia villa a Strassoldo, attualmente Villa Vitas: qui,  la figlia Rosa, vi possedeva il castello ereditato dal di lei suocero Michele Strassoldo, defunto nel 1873. La figlia aveva impiantato, nei fabbricato annessi al castello ‘di Sopra’, una pilatrice ad acqua per la pulizia del riso che inviava regolarmente alla corte di Vienna dove era di casa.

Kuhn vi si era recato, spesso, in villeggiatura, e si era affezionato al luogo.  Lì trascorse gli ultimi anni della sua vita: vi impiantò un ampio parco e vi morì nel 1896.

## Opere
- La guerra di montagna: dall'opera Der gebirgskieg, a cura di Chiaffredo Hugues, 1872.